# Why Me? (pjesma)
»Why Me?« pjesma je iz 1992. koju je otpjevala sjevernoirska pjevačica Linda Martin, a napisao ju je Seán Sherrard. Predstavljala je Irsku na Pjesmi Eurovizije 1992. održanoj u Malmöu te pobijedila na natjecanju.

## Pozadina
Pjesmu je Seán Sherrard, poznatiji kao Johnny Logan, napisao za Lindu Martin. Sherrard je prethodno pobijedio na Pjesmi Eurovizije izvodeći pjesmu »What's Another Year?« te »Hold Me Now«, koju je sam napisao. Pobjedio je 1980. te 1987. godine. S obje pjesme predstavljao je Irsku.
»Why Me?« balada je koja pojačava intenzitet prema kraju. Pjevačica opisuje svoje mišljenje o svom ljubavniku i pita se zašto je ona ta sretnica da ima njegovu ljubav, za razliku od bilo koga drugog.

### Pjesma Eurovizije
Dana 29. ožujka 1992., pjesma »Why Me?« u izvedbi Linde Martin se natjecala na nacionalnom izboru koji organizira Raidió Teilifís Éireann (RTÉ) kako bi odabrao svoju pjesmu i izvođača za 37. izdanje Pjesme Eurovizije. Bio je to drugi put da Linda Martin izvodi pjesmu Johnnyja Logana na Euroviziji, nakon pjesme Terminal 3 1984., kad je zauzela drugo mjesto.
Dana 9. svibnja 1992. na Malmo Isstadionu održano je natjecanje za pjesmu Eurovizije u Malmöu u organizaciji Švedske televizije (SVT) i emitirano uživo u cijeloj Europi. Linda Martin bila je sedamnaesta izvođačica po redu, nakon Ujedinjenog Kraljevstva te prije Danske. Noel Kelehan dirigirao je orkestrom uživo tijekom izvedbe irskog nastupa. 
Na kraju glasovanja, pjesma je dobila 155 bodova, svrstavši se na prvo mjesto od dvadeset i tri pjesme te pobijedila na natjecanju. Johnny Logan je do danas jedina osoba koja je pobijedila na natjecanju s pjesmom skladanom za njega, pobijedila na natjecanju sa svojom vlastitom pjesmom i zatim skladala pjesmu drugog pobjednika. Pjesmu je 1993. kao pobjednicu naslijedila pjesma In Your Eyes Niamhe Kavanagh koja je također predstavljala Irsku.